# گورمان (کارولینای شمالی)
گورمان (به انگلیسی: Gorman) شهری در ایالت کارولینای شمالی کشور ایالات متحده آمریکا است که جمعیت آن در سرشماری سال ۲۰۱۰ میلادی، ۱٬۰۱۱ نفر بوده‌است.